# Kloster Viktorsberg

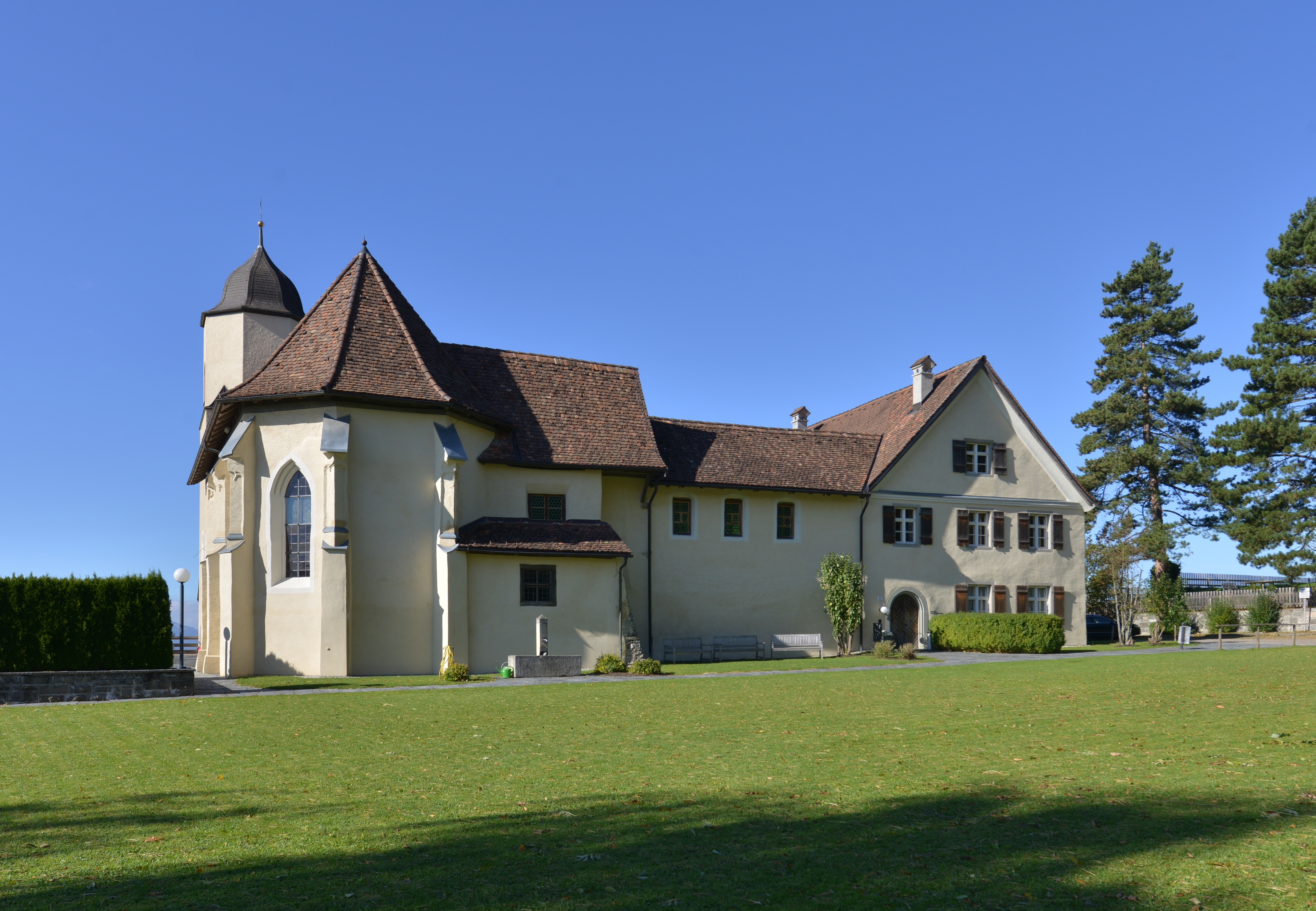
Östliche Giebelfront des Klosters, links der Chorschluss der Pfarrkirche

Das Kloster Viktorsberg steht am Klosterweg 2 in der Gemeinde Viktorsberg im Bezirk Feldkirch in Vorarlberg. Das ehemalige Minoritenkloster steht unter Denkmalschutz (Listeneintrag).

## Geschichte
Nach 834 bestand ein Schottenkloster mit dem hl. Eusebius von Rankweil († 884) bis um 896, dem folgte das St. Gallische Hospital. 1383 wurde durch Graf Rudolf IV. von Montfort ein Minoritenkloster gestiftet. 1785 wurde das Kloster aufgehoben.
Seit 1971 gibt es ein Missionsmuseum. Seit 1989 dient es als Kultur- und Tagungshaus.

## Architektur
Das Kloster bildet mit der südlichen Pfarrkirche Viktorsberg einen unregelmäßigen Vierkanthof. Nördlich der Pfarrkirche gibt es drei zweigeschoßige Trakte mit unterschiedlichen Satteldächern, westlich mit einem achtachsigen Trakt, östlich mit einer dreiachsigen Giebelfront und einem rundbogigen Portal mit Rundstab und zwei Kehlungen mit dem Psalmspruch Haec. porta. d[omi]ni. ivsti. intrabvnt. per. eam. Ps. 117 (Psalm 118,20 , Vulgata-Zählung).
Der Innenhof hat einen umlaufenden Kreuzgang mit Spitzbogenfenster und vier- bzw. fünfjochigen Kreuzgratgewölben.